# Gunner (biskop i Ribe)
Bisp Gunner af Ribe (død 21. oktober 1249 i Ribe) var katolsk biskop i Ribe 1230 – 1246.
Han bragte kapitlets gæld ud af verden, dels ved egne gaver, dels ved at bestemme at det første års indtægter af ledige sognekald i stiftet skulle tilfalde domkirken, der siden løskøbelsen af biskop Tuvo efter Slaget ved Bornhøved (1227) var stærkt forgældet.
Han deltog i år 1245 i Provinsialsynoden i Odense, der satte ind mod voldsmænd overfor kirker og klostre.
Da biskop Gunner år 1246 trak sig tilbage, var det for at tilbringe sine sidste år i franciskanernes kloster i Ribe. Her døde han 21. oktober 1249. 
Han kendes bl.a. som et af vidnerne ved stadfæstelsen af Jyske Lov i 1240:
Vide skal alle, der ser denne Bog, at Kong Valdemar, den anden Søn af Valdemar, der var Sankt Knuds Søn, da han havde været Konge i ni og tredive Vintre, og der var gaaet Tusind og to Hundrede og fyrretyve Vintre, efter at Vor Herre var født, i den næstfølgende Marts Maaned lod skrive denne Bog og gav denne Lov, som her staar skrevet paa Dansk, i Vordingborg med Samtykke af sine Sønner, der var til Stede, Kong Erik, Hertug Abel og Junker Christoffer og Uffe, der da var Ærkebiskop i Lund, og Biskop Niels i Roskilde, Biskop Iver i Fyn, Biskop Peder i Aarhus, Biskop Gunner i Ribe, Biskop Gunner i Viborg, Biskop Jens i Vensyssel og Biskop Jens i Hedeby og desuden med Samtykke af alle de bedste mænd, der er i hans Rige.